# Branco (Kaapverdië)
Branco (Portugees: Ilhéu Branco; vertaling: witte eiland) is een klein onbewoond eiland van de geografische regio Ilhas de Barlavento, in Kaapverdië. Nabij Branco liggen de eilanden Santa Luzia in het noordwesten, en Razo in het zuidoosten. Het eiland werd door de Portugezen wit genoemd, vanwege de hoeveelheid guano die in het gebied te vinden was.
Branco is een onbewoond, rotsachtig vulkanisch eiland, van het stratovulkaantype, en staat bekend om de guano en het zeeleven om het eiland.
Barlavento-archipel: Boa Vista · Branco · Razo · Sal · Santa Luzia · Santo Antão · São Nicolau · São Vicente

Sotavento-archipel: Brava · Fogo · Maio · Santiago